# Campus de Roanne

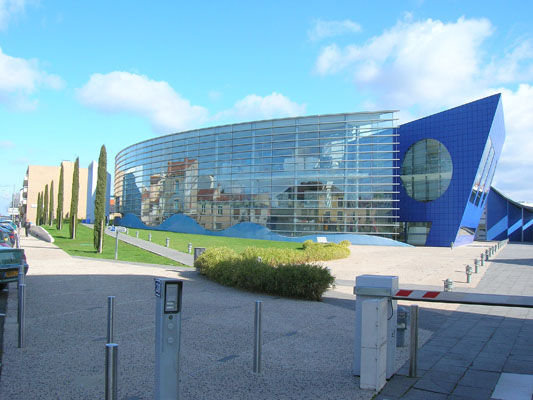
La Médiathèque de Roanne

Le Campus de Roanne constitue l'un des cinq campus de l'Université Jean Monnet Saint-Étienne situé dans la ville de Roanne.
Il est composé :
- Centre universitaire de Roanne (CUR) : il propose une offre de formations pluridisciplinaires et de qualité allant de la Licence (Bac + 3) au Master (Bac + 5), dans 3 filières (Gestion-Management, Sciences Pour l'Ingénieur et Prépas Santé).
- Institut universitaire de technologie de Roanne avec 5 départements génie industriel et maintenance, techniques de commercialisation, qualité, logistique industrielle et organisation, réseau et télécommunications, et gestion des entreprises et administrations.
- Bibliothèque universitaire.

Il occupe en partie les anciens locaux de la caserne Werlé.